# Francesco Icheri di Malabaila
Francesco Maria Icheri di Malabaila (Bra, 29 marzo 1784 – Casale Monferrato, 1845) è stato un vescovo cattolico italiano.

## Biografia
Nacque a Bra il 29 marzo 1784 da Vittorio Icheri, signore di Malabaila, e Vittoria Moffa dei conti di Lisio.
Iniziato alla carriera ecclesiastica, venne ordinato sacerdote e divenne quindi rettore del seminario arcivescovile di Torino.
Chiamato alla dignità episcopale, venne consacrato vescovo a Roma il 18 luglio 1830, prendendo possesso della  sede di Casale Monferrato il 28 ottobre di quello stesso anno.
Durante la propria reggenza fu vicino spiritualmente ed economicamente al compaesano teologo Giuseppe Benedetto Cottolengo che fondò la Piccola Casa della Divina Provvidenza, le congregazioni di religiosi, Fratelli, Sacerdoti e Suore che da lui presero il nome e venne molto sostenuto in Casale Monferrato dall'opera di apostolato del Malabaila.
Morì a Casale Monferrato nel 1845.

## Genealogia episcopale e successione apostolica
La genealogia episcopale è:
- Cardinale Scipione Rebiba
- Cardinale Giulio Antonio Santori
- Cardinale Girolamo Bernerio, O.P.
- Arcivescovo Galeazzo Sanvitale
- Cardinale Ludovico Ludovisi
- Cardinale Luigi Caetani
- Cardinale Ulderico Carpegna
- Cardinale Paluzzo Paluzzi Altieri degli Albertoni
- Papa Benedetto XIII
- Papa Benedetto XIV
- Papa Clemente XIII
- Cardinale Bernardino Giraud
- Cardinale Alessandro Mattei
- Cardinale Pietro Francesco Galleffi
- Cardinale Giacomo Filippo Fransoni
- Vescovo Francesco Maria Icheri di Malabaila